# Enschedese Hockey Vereniging
De Enschedese Hockey Vereniging is een Nederlandse hockeyclub uit Enschede.
De club werd opgericht in 1935 door een gymnastiekleraar van het Carmel Lyceum in Oldenzaal, waar veel Enschedese leerlingen op school zaten. Eerst heette de club SOS ("Spaart Onze Schenen”), maar dat vond de bond iets te ludiek. Het werd EHV: Enschedese Hockey Vereniging. Het eerste speelveld lag aan het Rechterlaantje achter de Oliemolensingel, maar na enkele omzwervingen werd een plek gevonden aan de Pompstationweg in Enschede-Noord. Op deze prachtige locatie bleef EHV tot halverwege de jaren zeventig, toen het terrein werd ingelijfd door de gemeente om dienst te doen als waterwingebied.
Aan de Geessinkweg in Enschede-Zuid beleefde EHV eerst een paar magere jaren, maar toen de club zich hier eenmaal goed gesetteld had was de groei niet meer te stuiten. Niet alleen het ledenbestand steeg explosief, ook op sportief gebied werden grote successen geboekt, met als hoogtepunt de twee seizoenen van 1994 en 1996, toen het eerste herenelftal in de hoofdklasse speelde. Zowel het eerste damesteam als het eerste herenteam spelen in het seizoen 2021/22 in de Eerste klasse.